# 封禅
封禅屬一种皇帝受命于天下古典祭祀。
由於三皇之首，天皇伏羲，以木德而帝天下，被尊為天下共主，伏羲道場泰山，木主東方，亦被稱為青帝。後世所謂泰山北斗象征巔峰之意，即源於泰山象征著天下共主、三皇之首、青炎黃白玄、五帝之首青帝伏羲之意，歷代自認功垂千秋之帝王多以封禪祭祀天皇伏羲，向天皇伏羲表功，以更為堅定玉璽所載受命於天，既壽永昌之愿。这种仪式流傳至春秋战国时期，当时齐、鲁的儒士认为泰山是天下最高的山，人间的最高帝王应当到这座最高的山上去祭祀至高无上的神灵，而泰山是齐、鲁分界。后来在齐、鲁祭祀泰山的仪式扩大为统一帝国的望祭，并定名为“封禅”。
封禅二字中，封是祭天的意思，禅是祭地的意思。封禅之礼，最初见于《管子·封禅篇》，但此篇今已佚。据《史記·封禪書》记载管仲的论封禅：古代封泰山、禅梁父的帝王有72代，而管仲本人记得有十二个。从无怀氏到周成王，都受命后举行封禅典礼。帝王受命要有十五种不召而来的祥瑞体现，这样才能举行这种典礼。《管子》一书出自战国齐稷下学派手笔，因此或许代表了这批阴阳家们对封禅的看法。
首位真正举行封禅大典的是秦始皇。秦始皇统一天下后三年（前219年），巡狩郡县，与齊鲁儒士讨论封禅典礼。博士们议论纷纷，但提不出一个具体的仪礼程序。秦始皇遂借用原来秦国於雍城祭祀上帝的仪典，先到泰山行封礼，然后到梁父行禅礼。汉初，经济萧条，汉文帝十三年（前167年）虽讨论过封禅，但没有经济条件去做。武帝后经济好转，于是命名儒赵绾、王臧等人“草巡狩、封禅、改曆、服色事”。但因窦太后极力反对而作罢。元封元年（前110年），武帝才行封禅，封于泰山，而禅于肃然山（泰山东北），并改元元封。然而这次封禅，不但具体仪式主要由方士草订，并且其行事神秘，史官亦不知其详。此后每隔五年修封一次。前后共举行过5次。东汉建武三十年（54年），张纯等大臣奏请汉光武帝封禅，但他以自己无德而不许。两年后，他认为“赤刘之九，会命岱宗”的谶文，命梁松等求九世封禅的制典，遂东巡，封于泰山，禅于梁阴，并改元为中元元年（56年）。
其後在中國歷史上，唐高宗、唐玄宗、宋真宗都舉行過封禪。历代帝王中唯有女皇武则天别出心裁，登基之前随夫君唐高宗以皇后身分封禅泰山，自己称帝后封禅嵩山。

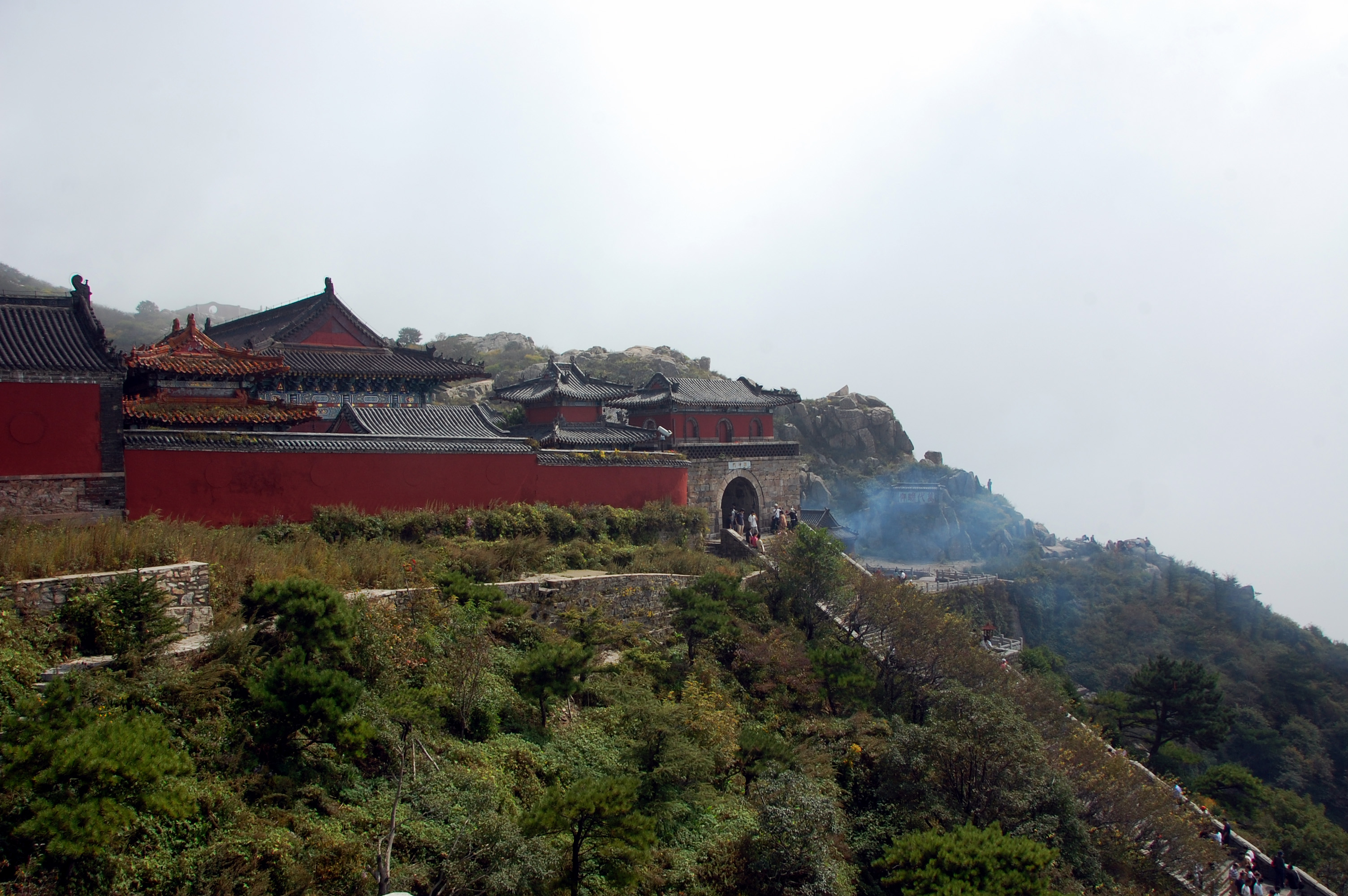
封禅举行的地點：泰山

## 歴代帝王封禅祭祀泰山、嵩山一览表

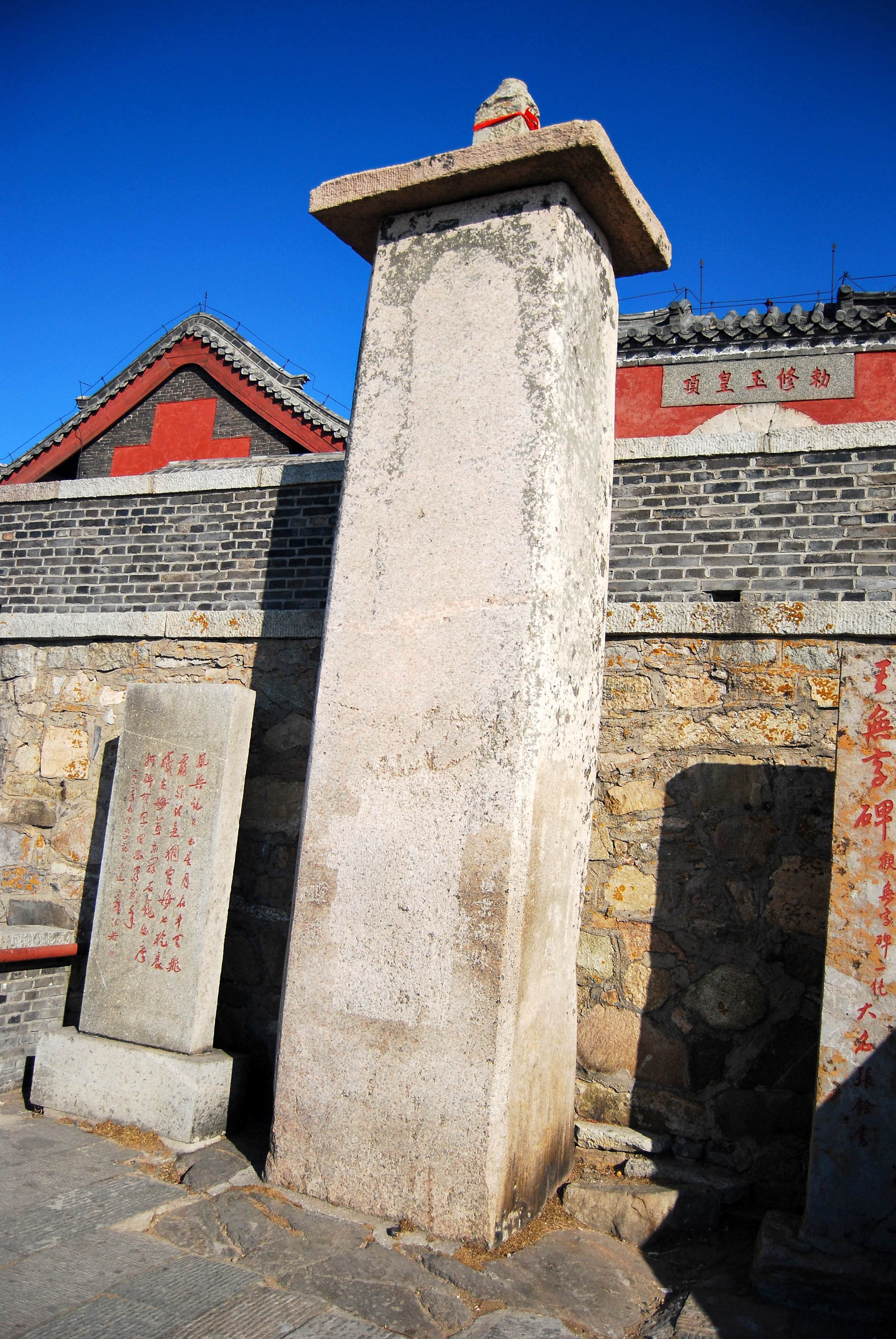
泰山无字碑，汉武帝封禅泰山所立

除晋、元、明以外的統一王朝的皇帝都进行过封禪。

### 秦朝
- 秦始皇 始皇二十八年（前219年），封泰山、禅梁父山
- 二世胡亥 二世皇帝元年（前209年），登封泰山

### 西漢
- 武帝劉徹
  - 元封元年（前110年），封泰山、禅肃然山
  - 元封二年（前109年），封泰山、祠明堂
  - 元封五年（前106年），封泰山、祠明堂
  - 太初元年（前104年），封泰山、禅蒿里山
  - 太初三年（前102年），封泰山、禅石闾山
  - 天漢三年（前98年），封泰山、祠明堂
  - 太始四年（前93年），封泰山、禅石闾山
  - 征和四年（前89年），封泰山、禅石闾山

### 東漢
- 光武帝劉秀 建武三十二年（56年），封泰山、禅梁父山
- 章帝劉炟 元和二年（85年），柴祭泰山、祠明堂
- 安帝劉祜 延光三年（124年），柴祭泰山、祠明堂

### 隋
- 文帝楊堅 开皇十五年（595年），壜設祭泰山

### 唐（含武周）
- 高宗李治 乾封元年（666年），封泰山、禅社首山
- 天册金轮圣神皇帝武曌 万岁登封元年（696年），封太室山、禅少室山
- 玄宗李隆基 開元十三年（725年），封泰山、禅社首山

### 北宋
- 真宗趙恒 大中祥符元年（1008年），封泰山、禅社首山

### 清
- 聖祖玄燁
  - 康熙二十三年（1684年），祭祀泰山
  - 康熙四十二年（1703年），祭祀泰山
- 高宗弘曆
  - 乾隆十三年（1748年）至乾隆五十五年（1790年）之間，前後10回祭祀泰山[4]